# Westvoorne

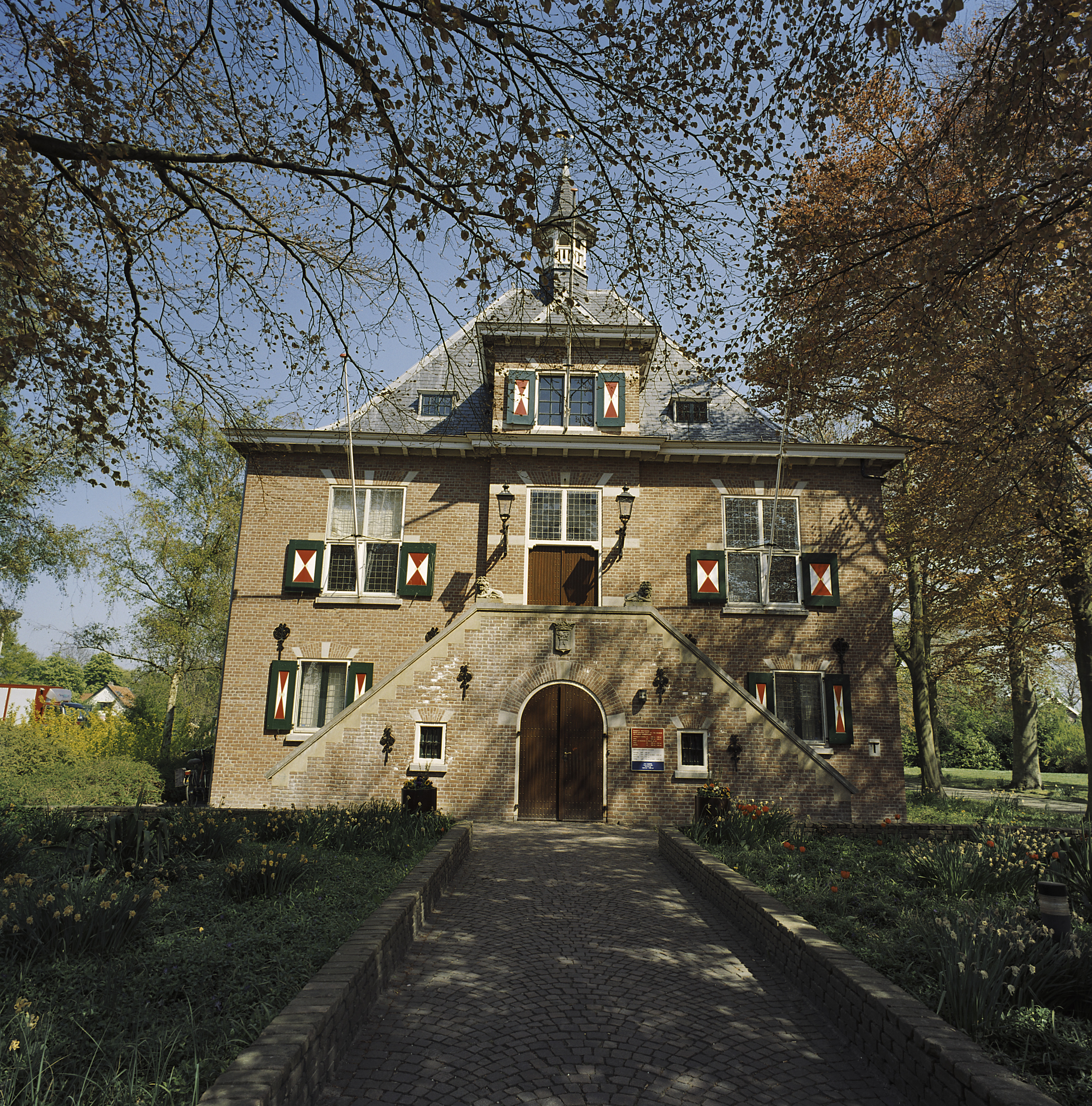

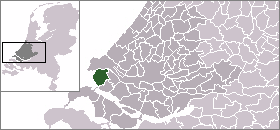
Lägeskarta

Westvoorne är en kommun i provinsen Zuid-Holland i Nederländerna. Kommunens totala area är 97,52 km² (där 44,06 km² är vatten) och invånarantalet är på 14 265 invånare (2004).